# West Baden Springs Hotel
El West Baden Springs Hotel, anteriormente conocido como West Baden Inn, es parte del French Lick Resort y es un hotel histórico nacional en West Baden Springs, Condado de Orange, Indiana. Es conocido por su cúpula de 200 pies (61,0 m) que cubre su atrio. Antes de la finalización del Coliseo en Charlotte, Carolina del Norte, en 1955, el hotel tenía la cúpula libre más grande de los Estados Unidos. De 1902 a 1913 fue la cúpula más grande del mundo. Incluido en el Registro Nacional de Lugares Históricos en 1974, el hotel se convirtió en Monumento Histórico Nacional en 1987. Es un Monumento Histórico Nacional de Ingeniería Civil y uno de los hoteles del programa de Hoteles Históricos de América del National Trust for Historic Preservation.

## Historia temprana
El oso itinerante y las manadas de ciervos y búfalos visitaron una vez la colpa de sal cerca del sitio actual del hotel West Baden Springs mientras viajaban a lo largo de Buffalo Trace en el sur de Indiana. Los nativos americanos también usaron el área como coto de caza. Tras la llegada de comerciantes y colonos franceses a los alrededores, el sitio se conoció como French Lick. Cuando George Rogers Clark pasó por el sur de Indiana en 1778, acampó a menos de una milla de las salinas y los manantiales minerales en el condado de Orange que se conocieron como French Lick y West Baden Springs. La presencia de depósitos de sal incitó al gobierno estatal a considerar la extracción de grandes cantidades de sal para que los primeros pioneros la utilizaran en la conservación de la carne, pero cuando se determinó que el contenido de sal era insuficiente para sustentar la extracción de sal a gran escala, la propiedad se ofreció a la venta. alrededor de 1832. William A. Bowles, un médico local, compró el terreno que incluía los manantiales minerales y construyó una pequeña posada. Construido alrededor de 1840-1845, se convirtió en el French Lick Springs Hotel, un popular balneario.
Bowles se desempeñó como oficial comisionado en el Ejército de los EE. UU. durante la Guerra México-Estadounidense. Antes de su partida para el servicio militar en 1846, Bowles firmó un contrato de arrendamiento de cinco años con John A. Lane, un médico/vendedor de medicamentos de patente, quien accedió a ampliar y mejorar las instalaciones en French Lick. El acuerdo comercial permitiría a Bowles disfrutar de una instalación mejorada con el potencial de aumentar el negocio al final del contrato de arrendamiento, y Lane obtendría una ganancia potencial de su inversión. Parte de la tierra de Bowles incluía los manantiales minerales conocidos como Mile Lick, 1 milla (1,6 km) al norte de French Lick. Gran parte de la propiedad que rodea los manantiales de Mile Lick era pantanosa, estaba sujeta a inundaciones anuales y no era apta para la agricultura, pero Lane la imaginó como un área comercial que superaría a French Lick. En 1851 compró 770 acres (311,6 ha) de Bowles. Lane montó un aserradero, erigió un puente para atravesar Lick Creek y construyó un hotel más grande que el Lick Springs francés, lo que dio comienzo a la competencia entre los dos sitios del condado de Orange.

## Oeste de Baden
Lane abrió un hotel alrededor de 1852 cerca del asentamiento de Mile Lick y lo llamó Mile Lick Inn. En 1855, cuando la comunidad pasó a llamarse West Baden en referencia a Wiesbaden (o Baden-Baden), una ciudad balneario en Alemania conocida por sus manantiales minerales, Lane cambió el nombre del hotel a West Baden Inn. En la década de 1860 se conocía como West Baden Springs Hotel. La propiedad fue administrada por Lane y el Sr. y la Sra. Hugh Wilkins, con la ayuda de WF Osborn, hasta 1883, cuando se vendió a un grupo de inversores que realizaron mejoras adicionales.
En 1887, Monon Railroad construyó una extensión de su línea para transportar a los huéspedes a los hoteles y manantiales en French Lick y West Baden, donde los dos sitios competían para ofrecer el mejor servicio, entretenimiento, comida y agua mineral. A finales de 1800, llegaban invitados de todo el país en siete ferrocarriles separados para relajarse y conocer los supuestos poderes curativos del agua mineral. Se alegaba que el agua mineral y los baños de la zona curaban más de cincuenta dolencias. Las aceras conducían desde el hotel a siete manantiales numerados, todos los cuales estaban cubiertos por refugios de madera abiertos.[cita requerida] West Baden comercializó agua de sus manantiales en el sitio bajo la marca Sprudel Water. (Un gnomo llamado Sprudel también formaba parte de su logotipo.) French Lick vendió Pluto Water usando un diablo rojo como parte de su marca registrada.
En 1888, un grupo de inversión llamado Sinclair and Rhodes, que incluía a Lee Wiley Sinclair de Salem, Indiana, y EB Rhodes, adquirió el hotel West Baden y 667 acres (269,9 ha) de tierra por $23,000. Aunque el hotel fue destruido por un incendio en 1891, fue reconstruido y, durante los años siguientes, Sinclair compró la participación de sus socios en el hotel y se convirtió en su único propietario. Sinclair convirtió la instalación en un elaborado complejo. Anunciado como el Carlsbad de América, el centro turístico cosmopolita incluía un casino, un teatro de ópera y una pista ovalada cubierta para bicicletas y ponis de dos pisos y un tercio de milla. Un diamante de béisbol iluminado en el centro de la pista se utilizó como campo de entrenamiento de primavera para varios equipos de las grandes ligas, incluidos los Rojos de Cincinnati, los Cachorros de Chicago y los Piratas de Pittsburgh, entre otros.
El hotel se incendió el 14 de junio de 1901, pero ningún huésped resultó herido. Sinclair invitó a Thomas Taggart, el nuevo propietario del French Lick Springs Hotel, a comprar la propiedad de West Baden, pero Taggart rechazó la oferta y se jactó de que ampliaría sus instalaciones para atender a más huéspedes. Sinclair, que estaba indignado, decidió construir un nuevo hotel de forma circular que sería a prueba de fuego y tendría una gran cúpula. Su objetivo era abrir el nuevo hotel en un año.
La mayoría de los profesionales de la construcción rechazaron la idea de un edificio de 200 pies (61,0 m) cúpula, pero Harrison Albright, un arquitecto de West Virginia, diseñó el edificio. Oliver Westcott, un ingeniero de puentes, diseñó las armaduras de la cúpula. Para completar la estructura antes del primer aniversario del incendio, una cuadrilla de 500 hombres trabajó seis días a la semana en turnos de diez horas durante 270 días a un costo total de $414,000.

## Octava Maravilla

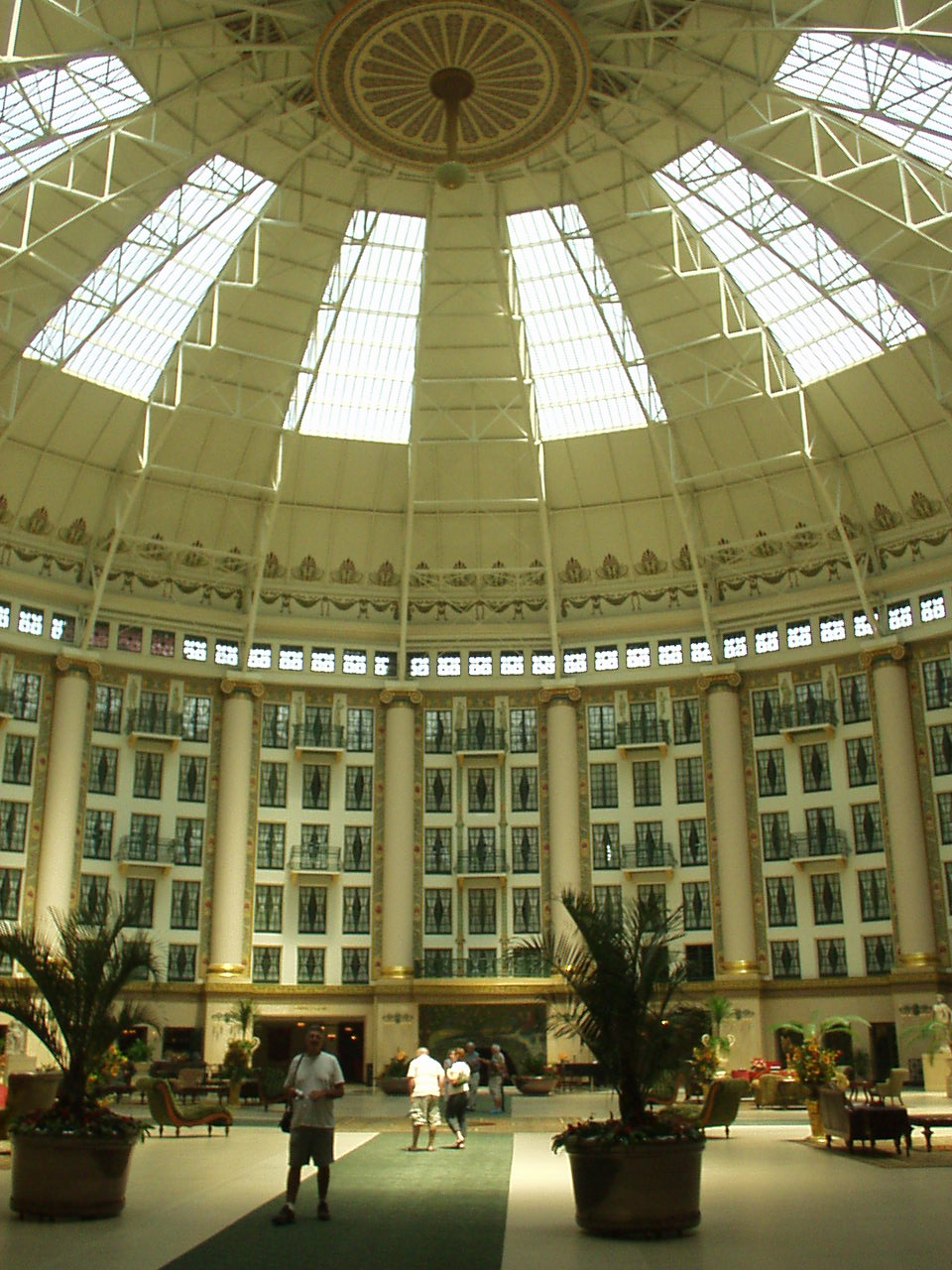
Atrio del hotel West Baden Springs

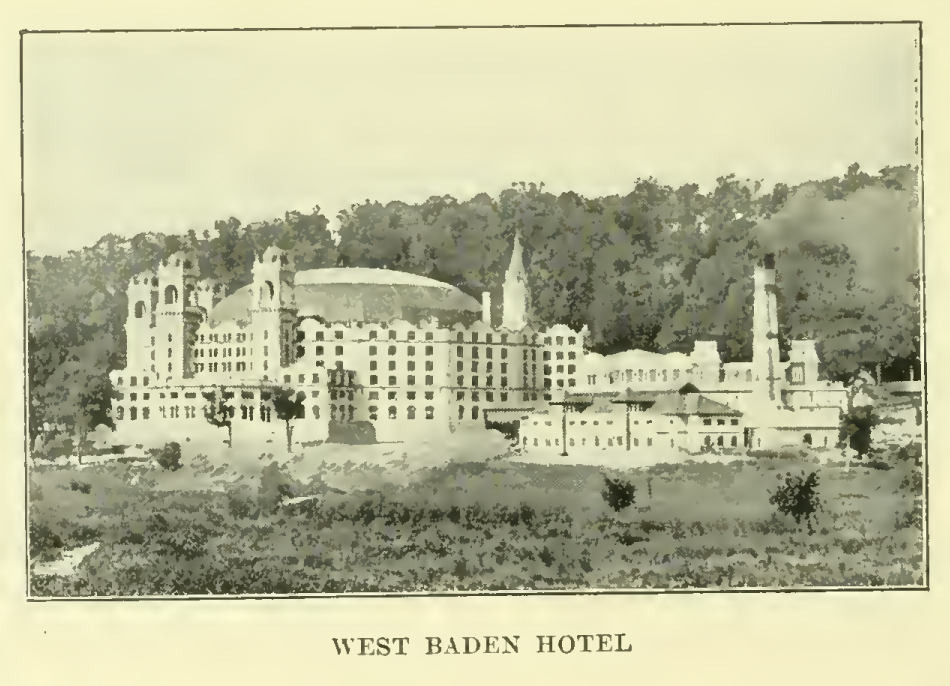
Hotel West Baden Springs, alrededor de 1909

El nuevo hotel abrió sus puertas el 15 de septiembre de 1902 con excelentes críticas.[cita requerida] Su dedicación formal tuvo lugar el 16 de abril de 1903, con el gobernador de Indiana Winfield T. Durbin y el senador estadounidense Charles W. Fairbanks pronunciando discursos en el evento. Los anuncios la llamaron la Octava Maravilla del Mundo. Las comodidades del hotel incluían un casino de apuestas y espectáculos de teatro en vivo todas las noches, así como ópera, conciertos, películas, bolos y billar. Las palmeras crecían en el enorme atrio, donde los pájaros vivían en libertad y los invitados se relajaban en muebles mullidos agrupados en grupos bajo los 200 pies (61,0 m) cúpula. La enorme chimenea en el atrio podría acomodar troncos de hasta 14 pies (4,3 m) Al aire libre, los invitados podían elegir entre un natatorio, dos campos de golf, paseos a caballo, béisbol, varias rutas de senderismo o andar en bicicleta en una pista ovalada cubierta de dos pisos. (A 1760 pies (536,4 m), la pista era la más grande del país.) Para atender a su clientela adinerada, las instalaciones del hotel también incluían un banco y una casa de bolsa. Un carrito transportaba a los huéspedes desde la puerta principal del hotel hasta la cercana French Lick.[cita requerida]
Algunos anuncios iniciales afirmaban que el hotel tenía más de 700 habitaciones, pero la mayoría de las fuentes informan que el total era de alrededor de 500. El edificio principal constaba de seis plantas. La planta baja albergaba el vestíbulo, las oficinas de la dirección del hotel, el comedor, las tiendas y las salas de reuniones; saunas y baños minerales se ubicaron en el piso superior; las habitaciones de huéspedes, construidas en dos círculos concéntricos alrededor del atrio, estaban ubicadas en los pisos segundo a quinto. Las habitaciones del anillo interior ofrecían vistas al atrio, mientras que cuarenta habitaciones de los pisos cuatro y seis tenían balcones con vistas al atrio. Las habitaciones del hotel eran pequeñas para los estándares modernos. La mayoría tenía una o dos camas individuales y carecían de baño privado.

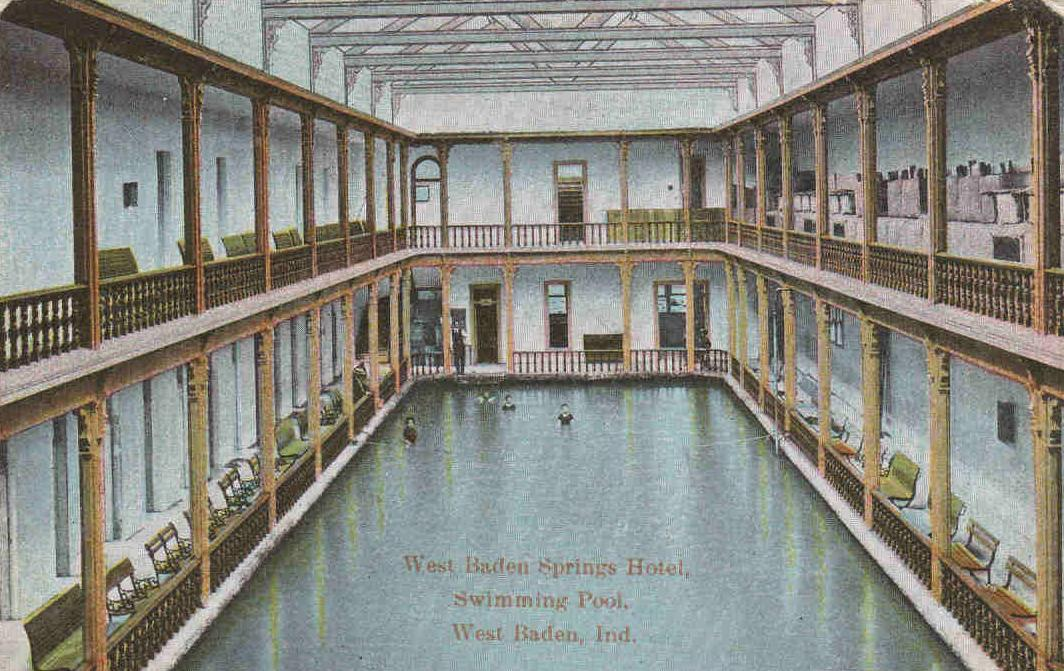
Natatorio del Hotel West Baden Springs

### Huéspedes notables
A lo largo de los años, el hotel West Baden atrajo a muchos invitados notables. A partir de fines de la década de 1880, cuando el sur de Indiana se convirtió en el destino favorito de los ricos, los famosos, los infames y los casi famosos vinieron a relajarse, jugar al golf, apostar, disfrutar de una excelente cena y divertirse. Como explicó Chris Bundy, autor de West Baden Springs: Legacy of Dreams, "Estos hoteles eran el Disney World de su época. En aquellos días, se suponía que si podía permitirse el lujo de venir a Estados Unidos [de vacaciones], iría a French Lick. Era tan conocido en el extranjero".
Paul Dresser compuso la canción estatal de Indiana "On the Banks of the Wabash, Far Away " en el hotel. Los boxeadores John L. Sullivan y James J. Corbett entrenaron allí. Diamond Jim Brady y Al Capone y sus guardaespaldas eran invitados frecuentes. Los políticos que visitaron el hotel incluyeron al alcalde de Chicago, "Big Bill" Thompson, y al gobernador de Nueva York, Al Smith. El general John J. Pershing, el escritor George Ade y la animadora Eva Tanguay también fueron invitados. Equipos profesionales de béisbol que incluían a los Chicago Cubs, Cincinnati Reds, Philadelphia Phillies, Pittsburgh Pirates, St. Louis Browns y St. Louis Cardinals realizaron entrenamientos de primavera en la región.

### Renovación
Las renovaciones menores a la propiedad comenzaron en 1913, pero un incendio el 11 de febrero de 1917 destruyó la planta embotelladora, el teatro de ópera, la bolera y el hospital del hotel, lo que obligó a reemplazarlos. Varios años antes de los incendios, la salud del propietario del hotel, Lee Sinclair, comenzó a fallar y su hija, Lillian, y su esposo, Charles Rexford, se hicieron cargo de la operación del hotel. Cuando Sinclair murió en 1916, la gestión del hotel quedó en manos de los Rexford.[cita requerida]
Charles Rexford se opuso a cualquier mejora importante, pero Lillian ignoró sus deseos y comenzó una importante restauración del hotel con un estilo arquitectónico grecorromano. Entre 1917 y 1919, los artesanos italianos instalaron un piso de mosaico de terrazo compuesto por dos millones de cuadrados de mármol de una pulgada en el atrio. La chimenea del atrio se revistió con baldosas de cerámica vidriada de Rookwood Pottery Company. Se agregaron revestimientos de mármol a las paredes a nivel del suelo del atrio, mientras que las columnas de soporte de ladrillo se envolvieron con lona y se pintaron para que parecieran mármol.  En el exterior, se construyó una elaborada terraza. Los refugios de madera en los manantiales fueron reemplazados por estructuras de ladrillo y se creó un jardín hundido con una fuente con un ángel.
Edward Ballard, quien financió las mejoras del hotel, comenzó su carrera como trabajador de una bolera en el hotel, pero hizo una fortuna operando un negocio de apuestas ilegales en el área. Ballard también era propietario de varios circos itinerantes reconocidos a nivel nacional, incluido el Hagenbeck-Wallace Circus. Entre 1918 y 1919, mientras se remodelaba el hotel, sirvió como hospital del ejército de los EE. UU. para los soldados heridos que regresaban de la Primera Guerra Mundial. Lillian Rexford y el teniente Charles Cooper se enamoraron durante su estancia en el hotel-hospital. Los Rexford se divorciaron en 1922 y Lillian vendió la propiedad a Ballard por un millón de dólares en 1923. La mitad del dinero pagó la deuda con Ballard; Lillian se quedó con el resto.
Los negocios en el hotel florecieron en la década de 1920; sin embargo, a medida que aumentó la propiedad de automóviles y los destinos turísticos en Florida y el oeste de los Estados Unidos se volvieron más populares, West Baden disminuyó a pesar de los esfuerzos de Ballard por atraer más invitados con ferias comerciales y convenciones. El desplome de Wall Street de 1929 inició una espiral descendente para el hotel. A medida que se difundió la noticia de la caída en picado del mercado de valores, la gente se congregó en las oficinas de la firma de corretaje en el hotel para confirmar la noticia. En cuestión de horas los invitados comenzaron a marcharse. Ballard mantuvo las instalaciones abiertas durante más de dos años, pero pocas personas se hospedaron en hoteles de lujo durante la Gran Depresión. Ballard finalmente cerró el hotel en junio de 1932. En 1934 donó el complejo de $ 7 millones a la Compañía de Jesús (jesuitas).

## Escuelas

### Seminario jesuita
A partir de 1934, los jesuitas comenzaron a renovar la propiedad para convertirla en un seminario austero llamado West Baden College, una filial de la Universidad Loyola de Chicago, y se retiraron la mayoría de los lujosos accesorios, muebles y decoraciones del hotel. El vestíbulo se convirtió en una capilla con la adición de puertas francesas y vidrieras. Las cuatro torres moriscas del antiguo hotel fueron retiradas del exterior después de que cayeron en mal estado. Se arrojaron camiones llenos de piedra en las piscinas de manantiales minerales, luego se cubrieron con hormigón y se convirtieron en santuarios para los santos.
El seminario funcionó durante treinta años, pero se cerró después del año escolar 1963–64 debido a la baja inscripción y al aumento de los costos de mantenimiento. Los jesuitas vendieron la propiedad en 1966 y regresaron al área de Chicago. Durante su tiempo en West Baden, los jesuitas establecieron un cementerio para los sacerdotes del seminario que recibió treinta y nueve entierros. Cuando los jesuitas vendieron las instalaciones, conservaron la propiedad del terreno del cementerio, que la iglesia católica en French Lick acordó mantener.

### Instituto Northwood
El 2 de noviembre de 1966, los jesuitas vendieron la propiedad a Macauley y Helen Dow Whiting, quienes la donaron al Instituto Northwood, una universidad mixta privada fundada en Midland, Michigan. El antiguo hotel/seminario jesuita funcionó como un campus satélite de la escuela de administración de empresas de Northwood desde 1968 hasta 1983. En su tercer año en West Baden Springs, la inscripción de la escuela superó los 400 estudiantes. La leyenda del baloncesto Larry Bird, que nació en West Baden, impartió clínicas de baloncesto y organizó juegos en el atrio. Asistió brevemente a Northwood, después de dejar la Universidad de Indiana, antes de reanudar sus estudios y su carrera universitaria de baloncesto en la Universidad Estatal de Indiana.
Después del cierre de la escuela, H. Eugene MacDonald, un ex residente de Springs Valley, compró la propiedad en octubre de 1983. MacDonald, que había sido dueño de otros hoteles, quería operar la propiedad como hotel, pero carecía de los recursos financieros para el trabajo de restauración. Ejecutó un acuerdo de venta y arrendamiento con Marlin Properties, un desarrollador de renovación histórica de Los Ángeles, por $ 1.5 millones, pero un pago de $ 250,000 de Marlin fue devuelto por fondos insuficientes en 1985. Antes de que MacDonald pudiera iniciar los procedimientos de ejecución hipotecaria, Marlin se declaró en bancarrota y la propiedad del hotel estuvo involucrada en litigios durante casi una década.

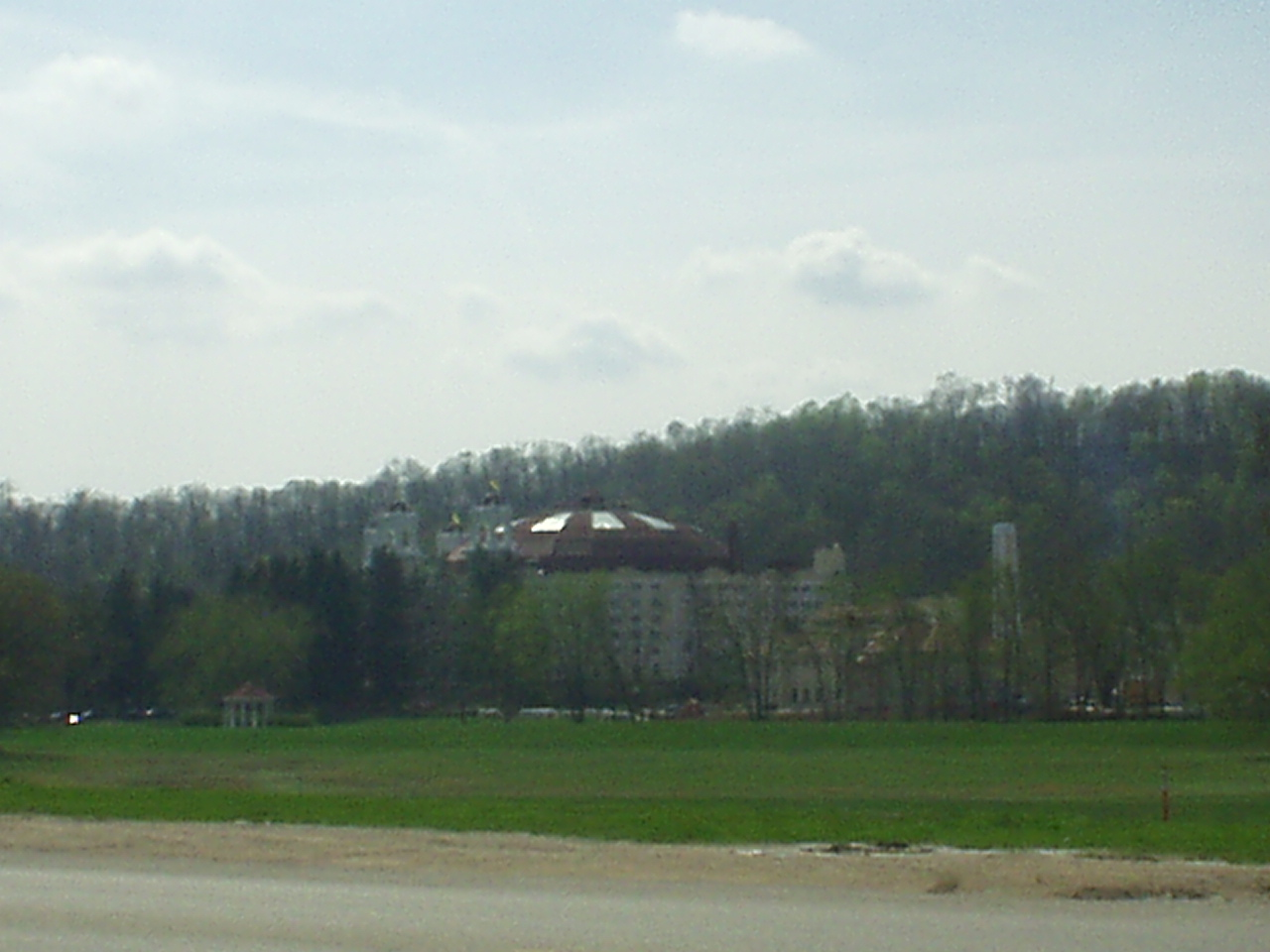
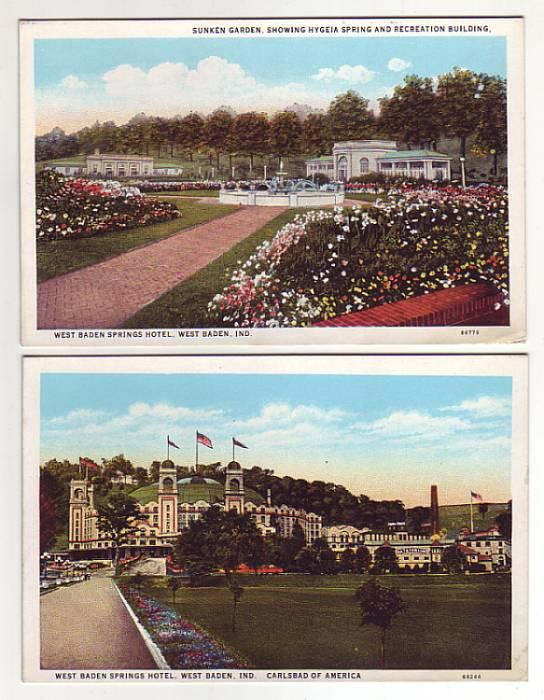
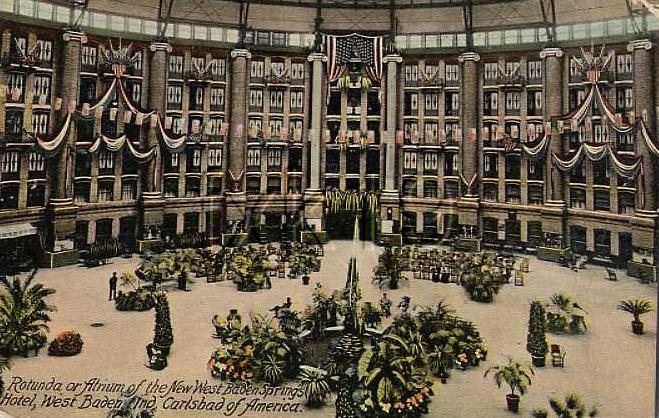
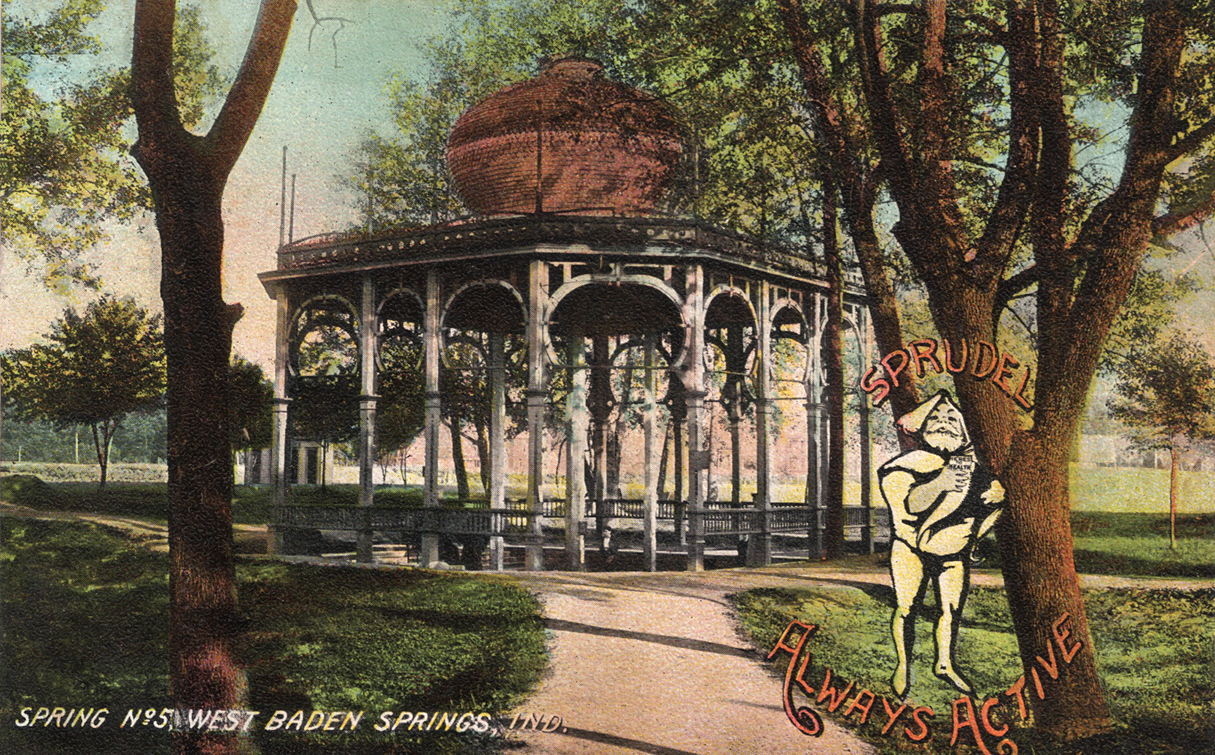
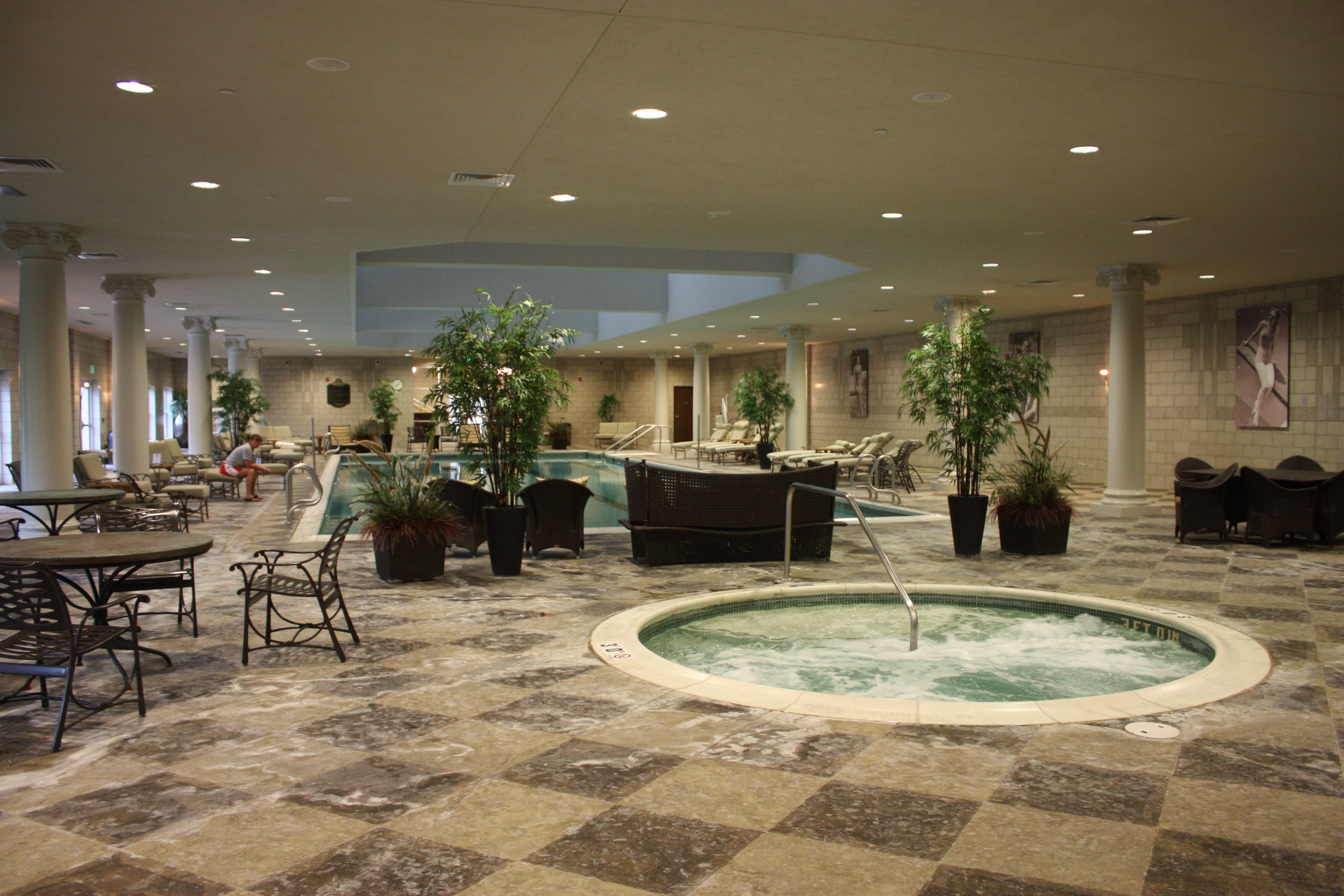
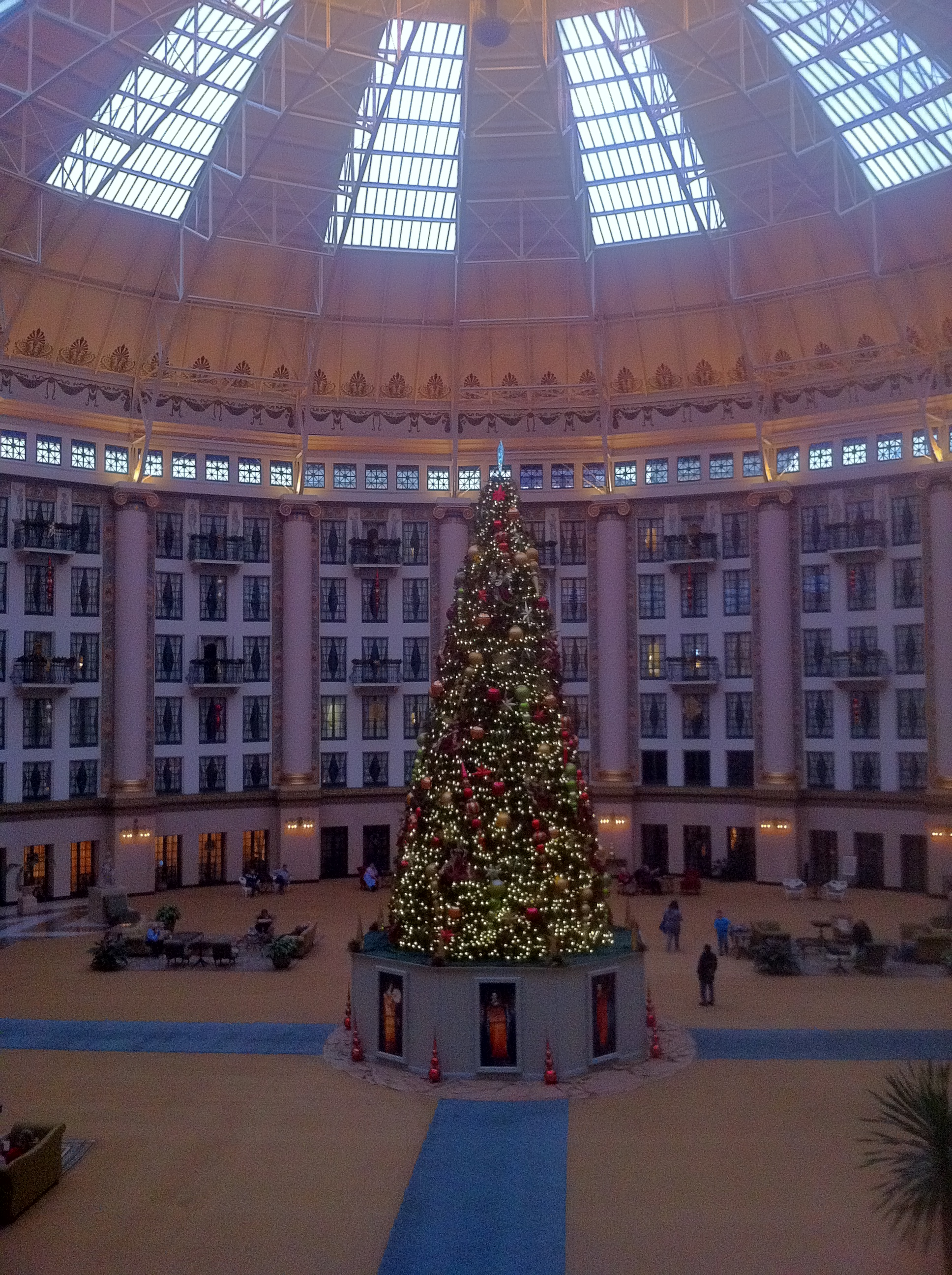
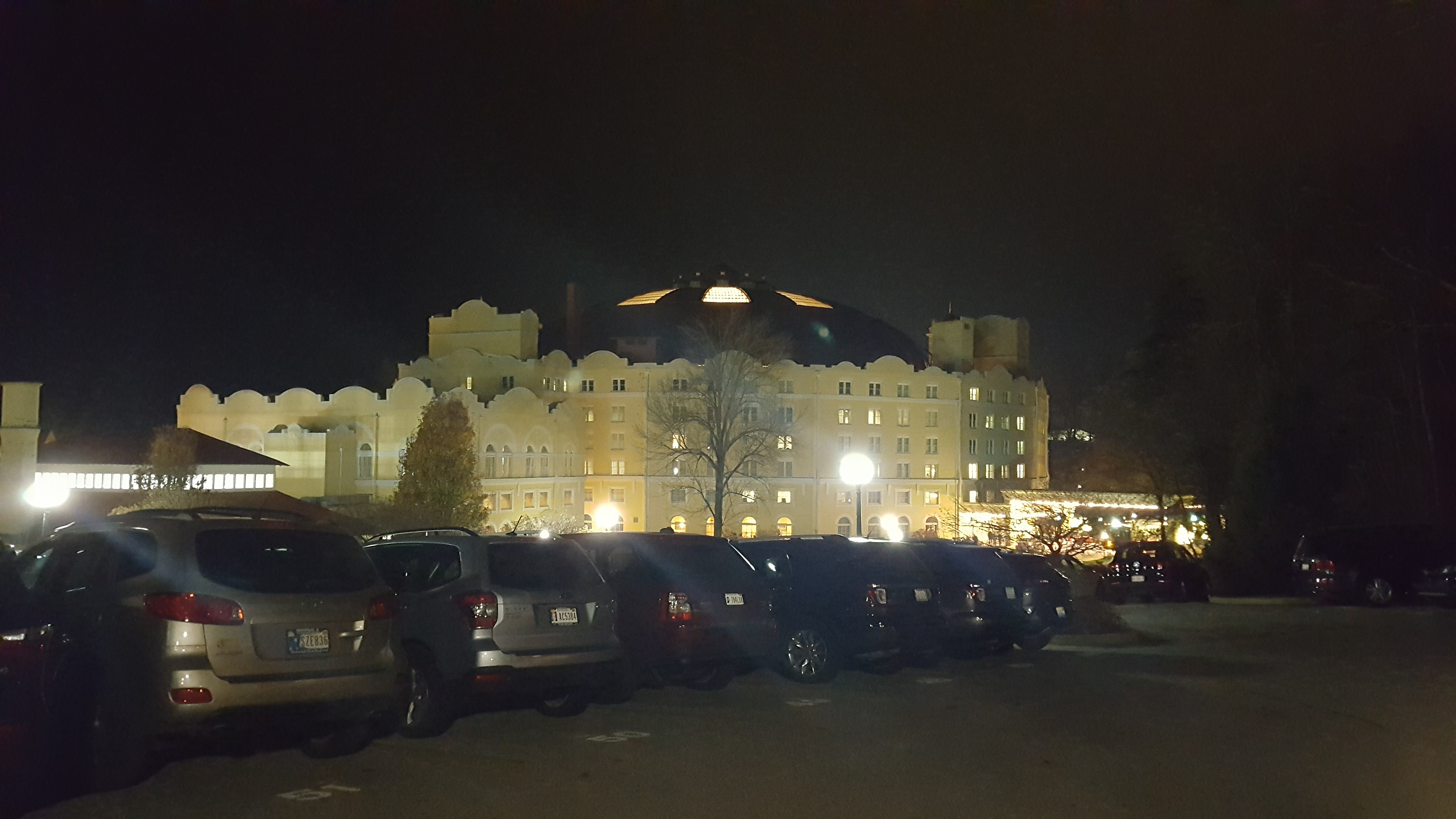
Exterior at night, 2016
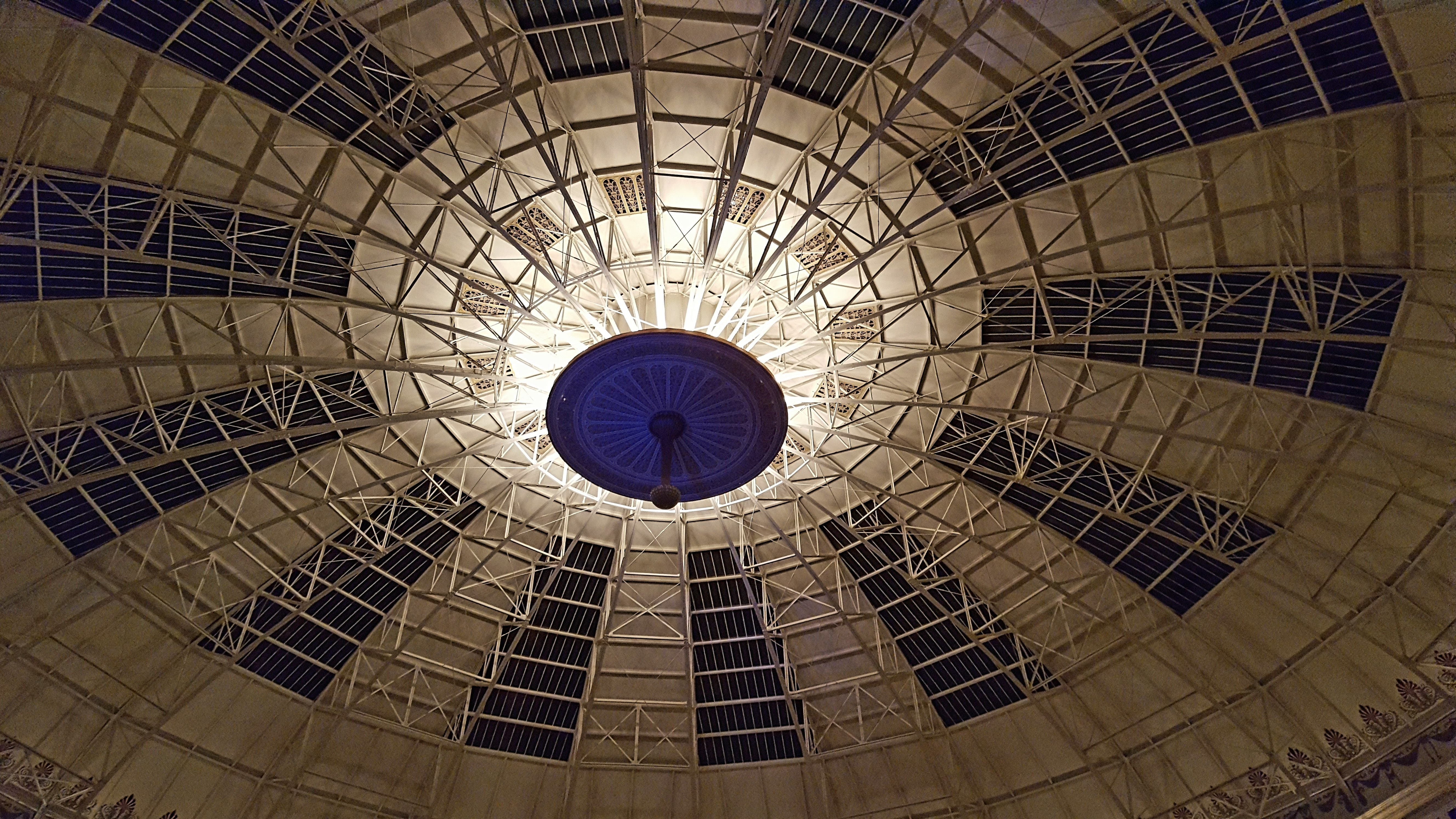
Interior dome detail, 2016
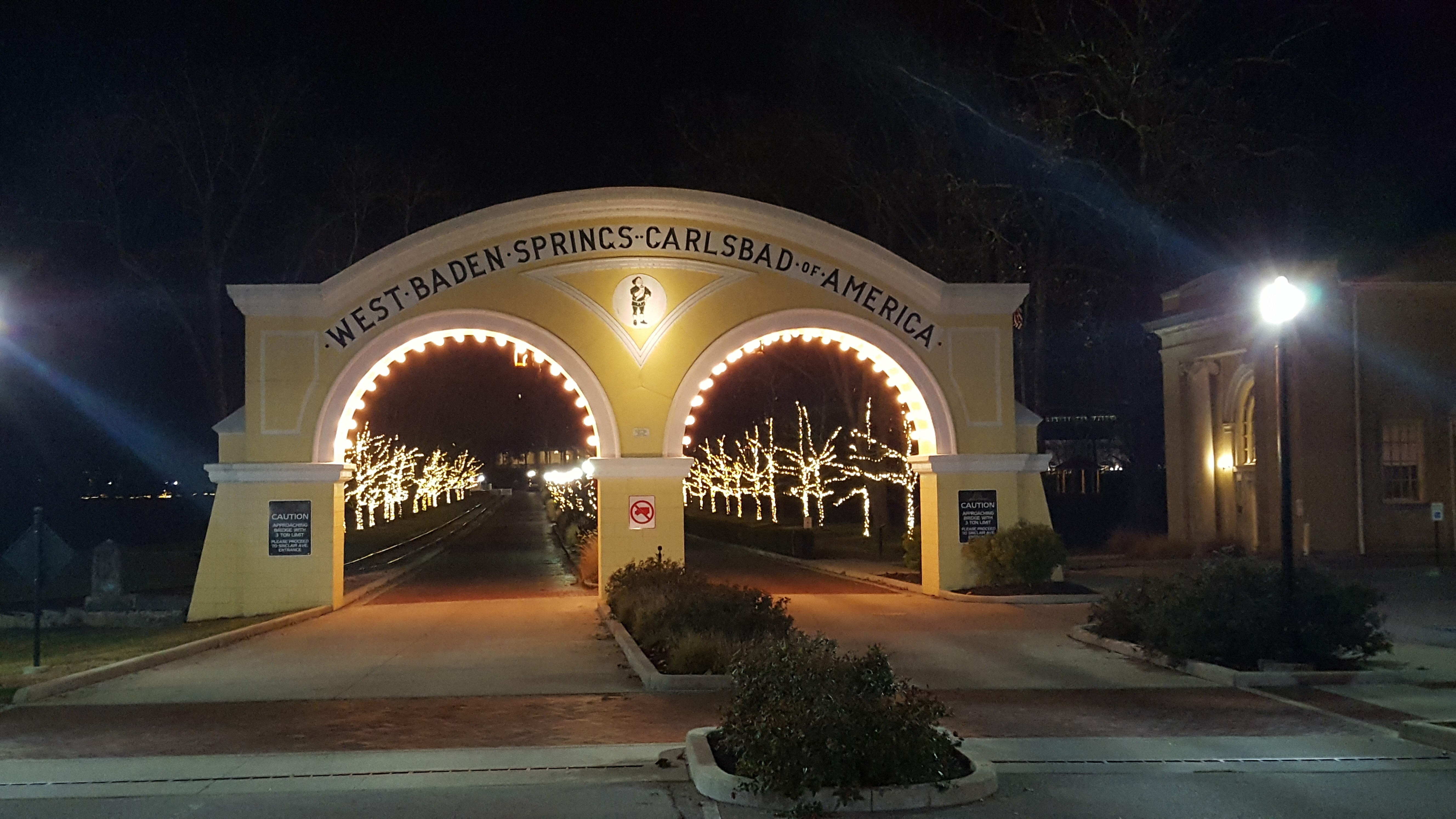
Entrance gate, 2016

## Preservación
Los jesuitas y los propietarios de Northwood mantuvieron la estructura del edificio, dejándolo en un estado razonablemente bueno cuando MacDonald lo compró en 1983. La propiedad fue declarada Monumento Histórico Nacional en 1987, pero Marlin no pudo preservar el edificio mientras estaba en bancarrota. Los visitantes continuaron recorriendo la estructura hasta 1989, cuando fue declarada insegura y cerrada. Durante el invierno de 1991, el hielo acumulado en el techo y en las tuberías de desagüe provocó el colapso parcial de una pared exterior.
En 1992, el National Trust for Historic Preservation incluyó al hotel como uno de los lugares más amenazados de Estados Unidos y la Fundación de Monumentos Históricos de Indiana igualó una donación anónima de $ 70,000 para pagar el trabajo de estabilización de la estructura principal. Se instalaron tirantes, se parcheó el techo, se mejoró el drenaje en los parapetos del techo y se aseguró la estructura alrededor del muro parcialmente derrumbado. HLFI también creó materiales promocionales para ayudar a encontrar un comprador y promovió el establecimiento de una comisión local de zonificación y redesarrollo.
Minnesota Investment Partners compró la propiedad en mayo de 1994 por $500,000 al síndico de la quiebra. Grand Casinos, Inc., un inversionista de MIP, proporcionó los fondos y tenía una opción sobre el hotel, pero no tuvo éxito en sus esfuerzos por aprobar la legislación "Boat on a Moat" en 1995 para extender el juego de botes fluviales a un lago artificial propuesto adyacente al hotel. Cuando Grand Casinos se alejó de su opción, MIP intentó vender la propiedad por $800,000, pero pasó un año sin intereses. En julio de 1996, MIP aceptó una oferta de compra de $250.000 de HLFI West Baden, Inc., una nueva afiliada de HLFI, utilizando fondos proporcionados por un donante anónimo.
Bill Cook, un empresario multimillonario, y su esposa, Gayle, de Bloomington, Indiana, han estado involucrados en varios proyectos de preservación histórica. Cook Group inició esfuerzos para estabilizar la integridad estructural del hotel y comenzó la restauración exterior durante el verano de 1996. La primera fase de treinta meses del proyecto se completó a principios de 1999 a un costo de $ 30 millones, dos veces y media su compromiso inicial. Además de los exteriores del hotel y las dependencias, se recreó el jardín y se restauraron por completo el atrio interior, el vestíbulo, el comedor y las habitaciones anexas. Durante los siguientes cinco años, Cook Group gastó otros $5 millones en mantenimiento. El proyecto de reconstrucción apareció en West Baden Springs: Save of the Century (1999), un documental producido por Eugene Brancolini para WTIU Public Television. Describió el ascenso, la desaparición y la restauración del hotel. Usando documentos históricos, fotos y material de archivo, el documental de Brancolini explicó cómo la propiedad recuperó e incluso superó su antiguo lujo.

## Complejo de casino
HLFI West Baden comercializó sin éxito la propiedad a nivel nacional durante más de cinco años antes de darse cuenta de que los juegos de casino serían la clave de su éxito. HLFI se unió a Cook Group, Boykin Lodging (propietario del French Lick Springs Hotel) y ciudadanos del condado de Orange para presionar a la legislatura de Indiana para que permitiera los juegos de casino en el área. Los miembros de la coalición pasaron tanto tiempo en Indianápolis presionando por su causa que se les conoció como "Las camisas naranjas", en referencia al color de sus camisetas con el lema "Salva a French Lick y West Baden Springs".
La legislación finalmente se aprobó en 2003 y el referéndum local requerido se aprobó fácilmente. La Organización Trump recibió inicialmente la licencia de juego de la Comisión de Juego de Indiana, pero la posterior bancarrota de Trump hizo que el proceso de selección comenzara nuevamente. La familia Cook decidió formar una nueva empresa, Blue Sky, LLC, y presentó su solicitud antes de comprar el French Lick Springs Hotel de Boykin Lodging. Blue Sky recibió la licencia de juego durante el verano de 2005 y aceleró el proceso de planificación y permisos para el casino. La construcción del French Lick Resort Casino y la renovación del French Lick Springs Hotel ocurrieron simultáneamente en el otoño de 2005.[cita requerida]

## Restauración

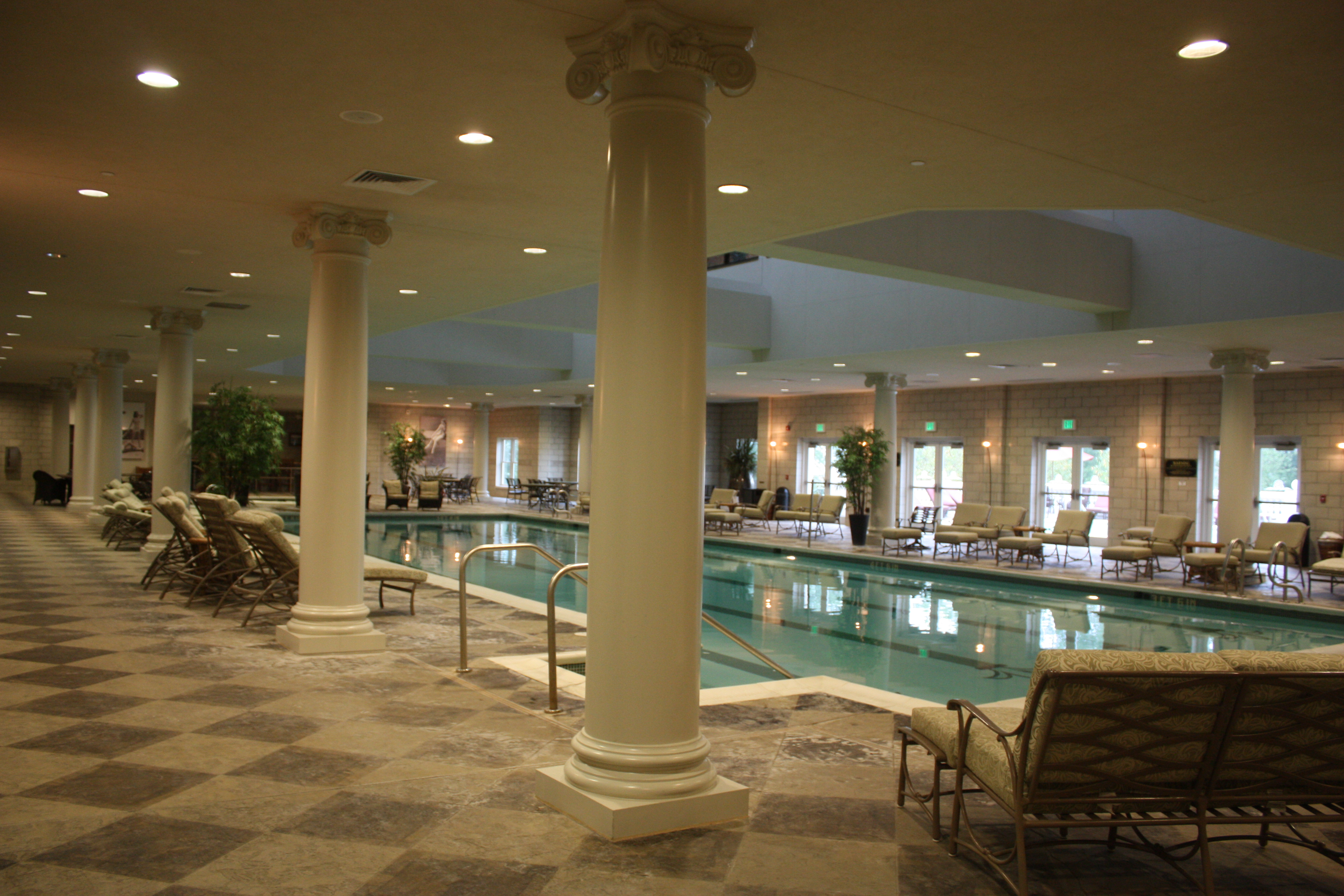
Natatorio del hotel West Baden Springs

En la primavera de 2006, HLFI West Baden traspasó el West Baden Springs Hotel a Cook Group por una cantidad simbólica en agradecimiento por los 35 millones de dólares ya invertidos. La restauración del hotel se reanudó en el verano de 2006. El French Lick Springs Hotel y el French Lick Resort Casino abrieron juntos el 3 de noviembre de 2006.[cita requerida] Un evento de gala el 23 de junio de 2007 marcó la reapertura del West Baden Springs Hotel, setenta y cinco años después de su cierre.
El espacio reconfigurado del hotel West Baden contenía 243 habitaciones y suites, menos de la mitad del total de la estructura original. El natatorio del hotel fue reconstruido usando fotografías históricas como guía. El costo total de la restauración completa del hotel West Baden Springs ascendió a casi $100 millones. Indiana Landmarks tiene una servidumbre de preservación perpetua en el West Baden Springs Hotel que requiere aprobación previa para realizar cualquier cambio en el exterior o los terrenos del hotel, incluso si cambia la propiedad.

## Reconocimiento
El West Baden Springs Hotel fue incluido en el Registro Nacional de Lugares Históricos en 1974 y nombrado Monumento Histórico Nacional en 1987.  En 2008, la revista Condé Nast clasificó al hotel en el vigésimo primer lugar de su lista de los "75 principales resorts de EE. UU. continentales". En 2009, la American Automobile Association reconoció al hotel como uno de los diez mejores hoteles históricos de los Estados Unidos. y le otorgó una calificación de cuatro diamantes. Una encuesta de Zagat en 2009 incluyó al hotel en su lista de "Mejores hoteles, resorts y spas de EEUU".
El National Trust for Historic Preservation ha incluido el hotel en su programa Historic Hotels of America. La Sociedad Estadounidense de Ingenieros Civiles designó al hotel como Monumento Histórico Nacional de Ingeniería Civil.

## En la cultura popular
En las décadas de 1900 y 1910, los empleados afroamericanos del hotel jugaban en uno de los primeros equipos de béisbol de la liga negra llamado West Baden Sprudels. Jugaron contra sus rivales, los French Lick Plutos del cercano French Lick Springs Hotel.
Es el escenario del thriller de Michael Koryta, So Cold the River (2010), así como de su adaptación cinematográfica de 2021.